# Таскаева
Таскаева — упразднённая в 2014 году деревня Кудымкарского района Пермского края России. Входила на момент упразднения в состав Верх-Иньвенского сельского поселения

## География
Урочище располагается на левом берегу реки Иньвы, в 52 км к западу от районного центра, города Кудымкара.

## История
Упразднена в 2014 году.

### Административно-территориальная принадлежность
По данным на 1 июля 1963 года населённый пункт входил в состав Самковского сельсовета. С 2004 до 2014 гг. деревня входила в Верх-Иньвенское сельское поселение.

## Население
| 2010 |
| ---- |
| 1    |

### Историческая численность населения
По данным на 1 июля 1963 года, в деревне проживало 88 человек.
По данным Всероссийской переписи населения 2010 года, в деревне проживал 1 человек.

## Инфраструктура
Было личное подсобное хозяйство с зоной сельскохозяйственного использования, индивидуальная застройка усадебного типа.

## Транспорт
Просёлочные дороги. 